# 枫林路
枫林路是中華人民共和國上海市徐匯區一條西北-東南走向道路，西北起自肇嘉浜路，東南至瑞寧路，全長1000米。道路沿途有复旦大学附属中山医院和中国科学院上海有机化学研究所。

## 历史
道路始建於1920年，最初名為丰林路，路名來自於松沪护军使何豐林，他把护军使公署旁的一条南北走向小马路命名为丰林路，又叫丰林橋路。这条马路跨越肇嘉浜的桥叫做丰林桥。松沪护军使公署就在丰林桥地区，公署大门前的那条路就叫署前路，与丰林路相交。
1927年3月，北伐军进占上海，蒋介石的国民革命军总司令行辕进驻丰林桥的护军使公署，并在此与中国国民党中央监察委员会元老、北伐军东路军高级军官谋划清党。四一二事变前夜，蒋介石指使杜月笙绑架上海市总工会领导人汪寿华，将他套上麻袋打昏以后，活埋在丰林路的荒地里。随后国民革命军总司令部、特别军法处以及上海特别市政府都设在丰林桥地区，“署前路”改叫“市政府路”，就是今天的平江路；丰林路更名為楓林路。清党运动中，共产党早期的领导人罗亦农、陈延年、赵世炎、陈乔年等数百名共产党高级干部在枫林桥被杀。